# Distritos de Barcelona

Distritos de Barcelona.

A cidade de Barcelona, na Espanha, divide-se administrativamente em 10 distritos. A organização territorial de Barcelona em distritos, aprovada em 1984, responde a questões históricas da cidade. A maioria dos Distritos correspondem a antigos municípios independentes que foram anexados à cidade durante os séculos XIX e XX, e que todavia conservam sua própria personalidaed. Os cidadãos mais antigos de Barcelona ainda identificam Barcelona unicamente como o Distrito de Ciutat Vella (ou Distrito da Cidade Velha).
Cada Distrito têm seu próprio centro político e administrativo, que funciona com competências próprias, que ajudam a descentralizar a política da cidade e assim os cidadãos sentem a administração mais próxima. Cada Distrito, como uma pequena prefeitura territorial, têm sua própria Sala de Plenos onde são debatidas as questões políticas, e sua própria equipe de governo, com um Regente (ou Concejal) a frente. O governo do Distrito se forma em função do número de votos que cada partido recebe, em cada distrito, nas eleições municipais de Barcelona. Assim, ainda que o governo da cidade recaia em um determinado partido, um ou vários Distritos podem ser governados por outra partido.

## Os Distritos
Os 10 Distritos de Barcelona são:
| Nº | Distrito                        | Extensão km² | Habitantes | Densidade hab/km² | Bairros | Regente                     | Partido |
| -- | ------------------------------- | ------------ | ---------- | ----------------- | --- | --------------------------- | ------- |
| 1  | Ciutat Vella                    | 4,49         | 111.290    | 24.786            | La Barceloneta, Sant Pere, Santa Caterina i la Ribera, El Raval, El Gòtic. | Itziar González i Virós     | PSC     |
| 2  | Distrito de Eixample            | 7,46         | 262.485    | 35.586            | L'Antiga Esquerra de l'Eixample, la Nova Esquerra de l'Eixample, Dreta de l'Eixample, Fort Pienc, Sagrada Família e Sant Antoni | Assumpta Escarp i Gibert    | PSC     |
| 3  | Distrito de Sants-Montjuïc      | 21,35        | 177.636    | 8.321             | La Bordeta, La Font de la Guatlla, Hostafrancs, La Marina del Prat Vermell, La Marina de Port, El Poble-sec, Sants, Sants-Badal, Montjuïc* e Zona Franca - Port*                                                                                                 | Immaculada Moraleda i Pérez | PSC     |
| 4  | Distrito de Les Corts           | 6,08         | 82.588     | 13.584            | Les Corts · La Maternitat i Sant Ramon · Pedralbes | Montserrat Sánchez i Yuste  | PSC     |
| 5  | Distrito de Sarrià-Sant Gervasi | 20,09        | 140.461    | 6.992             | El Putget i Farró, Sant Gervasi - la Bonanova, Sant Gervasi - Galvany, Sarrià, Les Tres Torres e Vallvidrera, el Tibidabo i les Planes | Sara Jaurrieta i Guarner    | PSC     |
| 6  | Distrito de Gràcia              | 4,19         | 120.087    | 28.660            | Camp d'en Grassot i Gràcia Nova, El Coll, Vila de Gràcia, La Salut e Vallcarca i els Penitents | Guillem Espriu i Avendaño   | PSC     |
| 7  | Distrito de Horta-Guinardó      | 11,96        | 169.920    | 14.217            | El Baix Guinardó, Can Baró, El Carmel, Font del Gos, Guinardó, Horta (Barcelona), La Clota, La Font d'en Fargues, Montbau, Sant Genís dels Agudells, Taxonera e La Vall d'Hebron.                                                                                | Elsa Blasco i Riera         | ICV-EuA |
| 8  | Distrito de Nou Barris          | 8,04         | 164.981    | 20.520            | Can Peguera, Canyelles, Ciutat Meridiana, La Guineueta, Porta, La Prosperitat, Les Roquetes, Torre Baró, La Trinitat Nova, El Turó de la Peira, Vallbona, Verdum e Vilapicina i la Torre Llobeta                                                                 | Carmen Andrés i Añón        | PSC     |
| 9  | Distrito de Sant Andreu         | 6,56         | 142.598    | 21.737            | Baró de Viver, Bon Pastor, El Congrés i els Indians, Navas, La Sagrera, Sant Andreu de Palomar e Trinitat Vella | Gemma Mumbrú i Moliné       | PSC     |
| 10 | Distrito de Sant Martí          | 10,80        | 221.029    | 20.466            | El Besòs i el Maresme, El Camp de l'Arpa del Clot, El Clot, Diagonal Mar i el Front Marítim del Poblenou, El Parc i la Llacuna del Poblenou, El Poblenou, Provençals del Poblenou, Sant Martí de Provençals, La Verneda i la Pau e La Vila Olímpica del Poblenou | Francesc Narváez i Pazos    | PSC     |

- Número de habitantes: Datos do Instituto Nacional de Estatística de 1 de janeiro de 2005.